# Epicephala pelopepla
Epicephala pelopepla är en fjärilsart som beskrevs av Lajos Vári 1961. Epicephala pelopepla ingår i släktet Epicephala och familjen styltmalar. Inga underarter finns listade i Catalogue of Life.